# آرشي بروكتر
آرشي بروكتر (بالإنجليزية: Archie Procter) هو لاعب كرة قدم بريطاني، ولد في 13 نوفمبر 2001 في بلاكبرن في المملكة المتحدة.